# Городецкое княжество

Городецкое княжество на карте Северо-Восточной Руси (XIII век)

Это статья о княжестве в Поволжье. Об уделах Полоцкого княжества см. Городенское княжество и Городцовское княжество, о княжестве в бассейне верхнего Дона см. Коршев-на-Сосне.
Городе́цкое княжество — одно из феодальных княжеств Северо-Восточной Руси XIII века со столицей в городе Городце-на-Волге. Кроме Городца княжество включало Нижний Новгород и, вероятно, Унжу.
Установить точную дату образования княжества известные летописные источники не позволяют. По версии историка Б. М. Пудалова это произошло в промежутке между 1263 и 1282 годами. Первое известие о новом княжестве относится к 1282 году. Князем становится Андрей Александрович, вероятнее всего, по завещанию своего отца, великого князя владимирского Александра Невского. После смерти Андрея Александровича (1304) проследить судьбу княжества достаточно трудно.
По одной из версий Городецкое княжество (или по меньшей мере значительная часть его — Нижний Новгород) перешло под власть преемника Андрея Александровича на великокняжеском столе Михаила Ярославича Тверского. Согласно другой версии, Городецкое княжество досталось Михаилу, сыну Андрея Александровича, а после его смерти — суздальским потомкам Андрея Ярославича.
После 1305 года доступные летописные источники не содержат упоминаний о городецких князьях. В 1311 году Городец занял Борис Данилович, и Дмитрий Михайлович Грозные Очи пошёл против него, но был остановлен во Владимире митрополитом Петром. Скорее всего, в промежутке между 1305 и 1311 годами Городецкое княжество вернулось к великому владимирскому князю. В частности, в 1328 году вместе с ярлыком на великое владимирское княжение передавалось Узбек-ханом в подчинение суздальскому князю Александру Васильевичу, в 1331 — московскому князю Ивану Калите. В 1341 году отделено от владимирского княжения и передано суздальским князьям, вскоре (1350 г.) перенёсшим в Нижний Новгород столицу княжества.